# Loch Eck
Pour les articles homonymes, voir Eck.
Le loch Eck est un loch situé au nord de Dunoon, dans la région d'Argyll and Bute en  Écosse. Il s'étend sur une longueur de 11 km de long. Il est, avec le loch Lomond, le seul habitat naturel de Coregonus clupeoides (le corégone clupéoïde), une espèce de poisson d'eau douce appartenant à la famille des salmonidés.